# Monroe (Iowa)
Monroe és una població dels Estats Units a l'estat d'Iowa. Segons el cens del 2000 tenia 1.808 habitants.

## Demografia
Segons el cens del 2000, Monroe tenia 1.808 habitants, 753 habitatges, i 521 famílies. La densitat de població era de 413,1 habitants/km².
Dels 753 habitatges en un 33,1% hi vivien nens de menys de 18 anys, en un 57,6% hi vivien parelles casades, en un 8,2% dones solteres, i en un 30,7% no eren unitats familiars. En el 27,1% dels habitatges hi vivien persones soles el 12,9% de les quals corresponia a persones de 65 anys o més que vivien soles. El nombre mitjà de persones vivint en cada habitatge era de 2,4 i el nombre mitjà de persones que vivien en cada família era de 2,91.
Per edats la població es repartia de la següent manera: un 26,3% tenia menys de 18 anys, un 8,3% entre 18 i 24, un 27,4% entre 25 i 44, un 23,5% de 45 a 60 i un 14,5% 65 anys o més.
L'edat mediana era de 37 anys. Per cada 100 dones de 18 o més anys hi havia 87,3 homes.
La renda mediana per habitatge era de 39.837 $ i la renda mediana per família de 50.819 $. Els homes tenien una renda mediana de 33.679 $ mentre que les dones 25.256 $. La renda per capita de la població era de 18.518 $. Entorn del 3,1% de les famílies i el 5,6% de la població estaven per davall del llindar de pobresa.

## Poblacions més properes
El següent diagrama mostra les poblacions més properes.